# 維勒峰

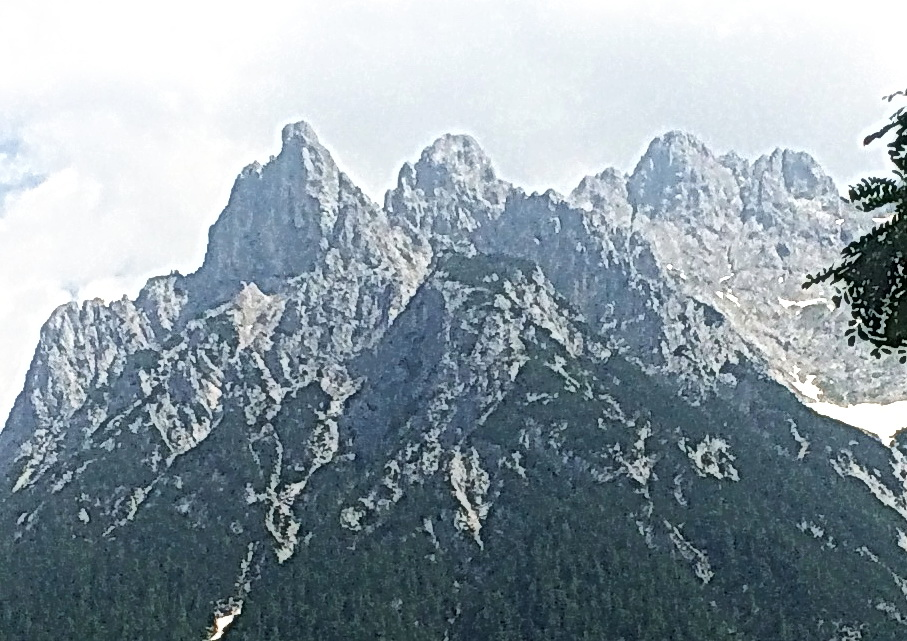

47°26′16″N 11°17′39″E / 47.43778°N 11.29417°E
維勒峰（德語：Viererspitze），是德國的山峰，位於該國東南部，由巴伐利亞負責管轄，屬於卡爾文德爾山脈的一部分，海拔高度2,054米，每年平均降雨量1,666毫米。